# Henri Théophile Bocquillon
Henri Théophile Bocquillon (Crugny, 5 giugno 1834 – Parigi, 15 maggio 1884) è stato un botanico francese.
Lavorò come istruttore presso il Lycée Napoleon (dal 1858), Lycée Louis-le-Grand (dal 1862), Lycée Henri-IV (dal 1864) e Lycée Fontanes (dal 1867). Nelle ultime due  servì come presidente di scienze naturali.
Nel 1862 conseguì il dottorato in scienze naturali, e nel 1866, conseguì il dottorato in medicina. Nel 1869 divenne professore associato della facoltà di medicina a Parigi. Fu membro della Société botanique de France e Cavaliere della Legion d'onore.
Era l'autorità tassonomica dei generi Baillonia, Duboscia e Desplatsia.

## Opere principali
- Revue du groupe des Verbénacées, 1861.
- Mémoire sur le groupe des Tiliacées, 1867
- Anatomie et physiologie des organes reproducteurs des champignons et des lichens, 1869.
- Manuel d'histoire naturelle médicale, 1871.[4]